# Elecciones estatales de Berlín de 2023
Las elecciones estatales de Berlín de 2023  se llevaron a cabo el 12 de febrero de 2023 para elegir a la 20º legislatura de la Cámara de Diputados de Berlín. Serán elecciones anticipadas, pues el 16 de noviembre de 2022 el Tribunal Constitucional del Estado de Berlín declaró inválidas las elecciones de 2021 debido a las irregularidades derivadas de una maratón que entorpeció el normal desarrollo del proceso. Por lo tanto, se requirió una repetición de la elección dentro de los 90 días posteriores.
En las elecciones, la Unión Demócrata Cristiana (CDU), encabezada por el candidato Kai Wegner, emergió como el partido más fuerte por primera vez en 24 años con un 28,27%. El Partido Socialdemócrata (SPD) de la alcaldesa en funciones Franziska Giffey logró su peor resultado en la historia del estado con una pérdida de votos y la pérdida de casi todos los mandatos directos. Con un 18,42%, el SPD quedó a solo 105 votos por delante de la Alianza 90/Los Verdes (B90/GRÜNE), que pudieron mantener su resultado de 2021 con ligeras pérdidas. La Izquierda (Die Linke) alcanzó el 12,21% con pérdidas de votos, la Alternativa para Alemania (AfD) pudo aumentar ligeramente hasta el 9,10%. El FDP perdió más de un tercio de sus votos y no pudo ingresar a la Cámara de Representantes de Berlín con el 4,65%.

## Antecedentes
En las elecciones de 2021, el Partido Socialdemócrata (SPD) se mantuvo como el partido más fuerte con ligeras pérdidas. Los Verdes llegaron en segundo lugar con ganancias significativas. Justo detrás de los Verdes estaba la Unión Demócrata Cristiana (CDU), que logró ligeras ganancias. La Izquierda (Die Linke) perdió votos y quedó en cuarto lugar. Detrás quedó Alternativa para Alemania (AfD), que registró las mayores pérdidas (−6,2 por ciento). El Partido Democrático Libre (FDP) pudo mejorar ligeramente y logró moverse nuevamente. Todos los demás partidos estaban muy por debajo de la barrera del 5%.
Hubo varias irregularidades y problemas de implementación durante las elecciones, en parte debido al maratón de Berlín que se estaba llevando a cabo al mismo tiempo.
El 29 de noviembre de 2021, los líderes del SPD, los Verdes y la Izquierda anunciaron que habían acordado un borrador para la continuación de una coalición roji-roji-verde. La coalición aumentó su mayoría a más del 62 por ciento de los escaños (92 de 147) en el parlamento.
El 21 de diciembre de 2021, los partidos firmaron el acuerdo de coalición y Franziska Giffey fue elegida alcaldesa gobernante en la Cámara de Diputados. El 16 de noviembre de 2022, el Tribunal Constitucional del Estado de Berlín declaró inválida la elección a la Cámara de Representantes del 26 de septiembre de 2021 debido a irregularidades masivas y problemas en la realización de la elección.

## Sistema electoral
La Cámara de Diputados de Berlín se elige mediante representación proporcional mixta: 78 miembros son elegidos en circunscripciones uninominales mediante escrutinio mayoritario uninominal. A continuación, se asignan otros 52 miembros utilizando una representación proporcional compensatoria, distribuidos en cada uno de los doce distritos de Berlín. Los votantes tienen dos votos: el "primer voto" para los candidatos en circunscripciones uninominales y el "segundo voto" para las listas de partidos, que se utilizan para llenar los escaños proporcionales.  Un umbral electoral del 5% de los votos válidos se aplica a los partidos; las formaciones que caen por debajo de este umbral están excluidas del reparto de escaños. Sin embargo, los partidos que obtengan la victoria en al menos una circunscripción uninominal están exentos del umbral y se les asignarán escaños proporcionalmente, incluso si caen por debajo del 5%.

### Partidos participantes
Un total de 33 partidos participaron en la elección:
| Alternativa para Alemania | AfD                   | Lista de partido                     |
| Partido Democrático de Base de Alemania                                                                                         | dieBasis              | Lista de partido                     |
| Bergpartei, die "ÜberPartei" | B*                    | Lista de partido                     |
| Constuye Berlín! | Bildet Berlin!        | Lista de partido                     |
| Alianza 90/Los Verdes | GRÜNE                 | Lista de partido                     |
| Movimiento de Derechos Ciudadanos Solidaridad                                                                                   | BüSo                  | Lista de partido                     |
| Unión Demócrata Cristiana de Alemania                                                                                           | CDU                   | Listas distritales en todo el Estado |
| Izquierda Democrática | DL                    | –                                    |
| Partido Comunista Alemán | DKP                   | Lista de partido                     |
| Conservadores Alemanes | Deutsche Konservative | Listas distritales individuales      |
| Los Grises – Para Todas las Generaciones                                                                                        | Die Grauen            | Lista de partido                     |
| La Izquierda | Die Linke             | Lista de partido                     |
| Los Nuevos Demócratas | –                     | Listas distritales individuales      |
| Los Republicanos | REP                   | Listas distritales individuales      |
| Los Urbanos. Un Partido del HipHop                                                                                              | du.                   | Lista de partido                     |
| Los Rosas/Alianza21 | BÜNDNIS21             | Lista de partido                     |
| Partido Feminista Las Mujeres                                                                                                   | DIE FRAUEN            | –                                    |
| Partido Democrático Libre | FDP                   | Listas distritales en todo el Estado |
| Votantes Libres | FREIE WÄHLER          | Lista de partido                     |
| Panteras Grises | Graue Panther         | Lista de partido                     |
| Lista del Clima Berlín | Klimaliste Berlin     | Lista de partido                     |
| Demócratas Liberales | LD                    | –                                    |
| Reformadores Liberal-Conservadores                                                                                              | LKR                   | Lista de partido                     |
| Mundo Humano – por el Bienestar y la Felicidad de Todos                                                                         | MENSCHLICHE WELT      | Listas distritales individuales      |
| Partido de los Arrendatarios / Alianza Berlín                                                                                   | MIETERPARTEI          | Lista de partido                     |
| Partido Nacionaldemócrata de Alemania                                                                                           | NPD                   | Lista de partido                     |
| Partido Ecológico-Democrático                                                                                                   | ÖDP                   | Lista de partido                     |
| Partido de los Humanistas | Die Humanisten        | Lista de partido                     |
| Partido por el Trabajo, Estado de Derecho, Protección de los Animales, Fomento de las Elites e Iniciativas Democráticas de Base | Die PARTEI            | Lista de partido                     |
| Partido para la Investigación en Salud                                                                                          | Gesundheitsforschung  | Lista de partido                     |
| Partido Ser Humano, Medio Ambiente y Protección de los Animales                                                                 | Tierschutzpartei      | Lista de partido                     |
| Partido Pirata de Alemania | PIRATEN               | Lista de partido                     |
| Partido Socialdemócrata de Alemania                                                                                             | SPD                   | Listas distritales en todo el Estado |
| Partido de la Igualdad Socialista, Cuarta Internacional                                                                         | SGP                   | Lista de partido                     |
| Equipo Todenhöfer | TEAM TODENHÖFER       | Lista de partido                     |
| Volt Alemania | Volt                  | Lista de partido                     |

## Encuestas
| Encuestador             | Fecha      |        |        |        |        |       |       | Otros  |
| ----------------------- | ---------- | ------ | ------ | ------ | ------ | ----- | ----- | ------ |
| Forschungsgruppe Wahlen | 09.02.2023 | 21 %   | 17 %   | 25 %   | 11 %   | 10 %  | 6 %   | 10 %   |
| INSA                    | 09.02.2023 | 19 %   | 18 %   | 25 %   | 12 %   | 10 %  | 6 %   | 10 %   |
| Forsa                   | 05.02.2023 | 17 %   | 18 %   | 26 %   | 12 %   | 10 %  | 5 %   | 12 %   |
| Forschungsgruppe Wahlen | 03.02.2023 | 21 %   | 18 %   | 24 %   | 11 %   | 10 %  | 6 %   | 10 %   |
| Infratest dimap         | 02.02.2023 | 19 %   | 18 %   | 25 %   | 12 %   | 10 %  | 6 %   | 10 %   |
| Infratest dimap         | 18.01.2023 | 18 %   | 21 %   | 23 %   | 11 %   | 11 %  | 6 %   | 10 %   |
| INSA                    | 21.12.2022 | 21 %   | 20 %   | 21 %   | 12 %   | 10 %  | 6 %   | 10 %   |
| Infratest dimap         | 23.11.2022 | 19 %   | 22 %   | 21 %   | 11 %   | 10 %  | 5 %   | 12 %   |
| INSA                    | 16.11.2022 | 20 %   | 20 %   | 21 %   | 12 %   | 10 %  | 7 %   | 10 %   |
| Infratest dimap         | 21.09.2022 | 17 %   | 22 %   | 21 %   | 12 %   | 10 %  | 6 %   | 12 %   |
| INSA                    | 12.07.2022 | 20 %   | 21 %   | 20 %   | 12 %   | 8 %   | 7 %   | 12 %   |
| INSA                    | 19.06.2022 | 21 %   | 20 %   | 21 %   | 12 %   | 8 %   | 8 %   | 10 %   |
| Infratest dimap         | 23.03.2022 | 20 %   | 21 %   | 20 %   | 12 %   | 8 %   | 8 %   | 11 %   |
| INSA                    | 14.12.2021 | 22 %   | 20 %   | 19 %   | 15 %   | 9 %   | 7 %   | 8 %    |
| Elecciones de 2021      | 26.09.2021 | 21,4 % | 18,9 % | 18,0 % | 14,1 % | 8,0 % | 7,1 % | 12,4 % |

## Resultados
| Partido                         | Distrito electoral | Distrito electoral | Distrito electoral    | Distrito electoral    | Lista de partido | Lista de partido | Lista de partido      | Lista de partido      |
| Partido                         | Votos              | %                  | Cambio en comparación | Cambio en comparación | Votos            | %                | Cambio en comparación | Cambio en comparación |
| Partido                         | Votos              | %                  | a 2016                | a 2021                | Votos            | %                | a 2016                | a 2021                |
| ------------------------------- | ------------------ | ------------------ | --------------------- | --------------------- | ---------------- | ---------------- | --------------------- | --------------------- |
| Registrados                     | 2.431.776          |                    |                       |                       | 2.431.776        |                  |                       |                       |
| Votantes                        | 1.529.558          | 62,9 %             | −4,0 %                | −12,5 %               | 1.529.558        | 62,9 %           | −3,2 %                | −12,5 %               |
| Votos nulos                     | 13.409             | 0,9 %              | −0,8 %                | −0,8 %                | 11.039           | 0,7 %            | −0,8 %                | −0,2 %                |
| Votos válidos                   | 1.514.567          | 99,1 %             | +0,8 %                | +0,8 %                | 1.516.860        | 99,3 %           | +0,8 %                | +0,2 %                |
| de los cuales:                  |                    |                    |                       |                       |                  |                  |                       |                       |
| CDU                             | 449.990            | 29,7 %             | +9,9 %                | +10,1 %               | 428.228          | 28,2 %           | 10,6 %                | +10,2 %               |
| SPD                             | 301.851            | 19,9 %             | −4,9 %                | −3,4 %                | 279.017          | 18,4 %           | −3,2 %                | −3,0 %                |
| Grüne                           | 290.026            | 19,2 %             | +3,4 %                | −0,8 %                | 278.964          | 18,4 %           | 3,2 %                 | −0,5 %                |
| Linke                           | 186.473            | 12,3 %             | −3,1 %                | −1,6 %                | 185.119          | 12,2 %           | −3,4 %                | −1,9 %                |
| AfD                             | 136.426            | 9,0 %              | −5,1 %                | +0,9 %                | 137.871          | 9,1 %            | −5,1 %                | +1,1 %                |
| FDP                             | 58.381             | 3,9 %              | −1,7 %                | −2,7 %                | 70.416           | 4,6 %            | −2,1 %                | −2,5 %                |
| Tierschutzpartei                | 43.924             | 2,9 %              | +2,9 %                | −0,5 %                | 36.273           | 2,4 %            | 0,5 %                 | +0,2 %                |
| Die PARTEI                      | 25.120             | 1,7 %              | +0,4 %                | −0,3 %                | 21.570           | 1,4 %            | −0,5 %                | −0,4 %                |
| Volt                            | –                  | –                  | –                     | –                     | 14.047           | 0,9 %            | 0,9 %                 | −0,2 %                |
| dieBasis                        | 11.505             | 0,8 %              | +0,8 %                | −0,9 %                | 8.342            | 0,5 %            | 0,5 %                 | −0,8 %                |
| Die Grauen                      | –                  | –                  | –                     | –                     | 6.447            | 0,4 %            | 0,4 %                 | −0,3 %                |
| Team Todenhöfer                 | –                  | –                  | –                     | –                     | 6.326            | 0,4 %            | 0,4 %                 | −0,6 %                |
| Graue Panther                   | –                  | –                  | –                     | –                     | 6.275            | 0,4 %            | −0,7 %                | −0,1 %                |
| Piraten                         | 1.184              | 0,1 %              | −1,9 %                | −0,0 %                | 5.145            | 0,3 %            | −1,4 %                | −0,1 %                |
| Klimaliste Berlin               | –                  | –                  | –                     | –                     | 4.103            | 0,3 %            | 0,3 %                 | −0,2 %                |
| Freie Wähler                    | 5.666              | 0,4 %              | +0,4 %                | −0,6 %                | 3.923            | 0,3 %            | 0,3 %                 | −0,6 %                |
| Mieterpartei                    | 973                | 0,1 %              | +0,0 %                | +0,0 %                | 3.902            | 0,3 %            | 0,3 %                 | +0,0 %                |
| Gesundheitsforschung            | –                  | –                  | –                     | –                     | 3.768            | 0,2 %            | −0,2 %                | −0,0 %                |
| du.                             | 614                | 0,0 %              | +0,0 %                | +0,0 %                | 2.993            | 0,2 %            | 0,2 %                 | +0,0 %                |
| Die Humanisten                  | –                  | –                  | –                     | –                     | 2.659            | 0,2 %            | 0,2 %                 | −0,0 %                |
| DKP                             | –                  | –                  | −0,0 %                | –                     | 2.517            | 0,2 %            | 0,0 %                 | +0,0 %                |
| Bildet Berlin!                  | –                  | –                  | –                     | –                     | 1.790            | 0,1 %            | 0,1 %                 | −0,0 %                |
| ÖDP                             | 643                | 0,0 %              | +0,0 %                | −0,0 %                | 1.674            | 0,1 %            | 0,1 %                 | −0,0 %                |
| NPD                             | 566                | 0,0 %              | −0,3 %                | −0,0 %                | 1.591            | 0,1 %            | −0,5 %                | −0,0 %                |
| B*                              | –                  | –                  | −0,0 %                | –                     | 1.137            | 0,1 %            | 0,0 %                 | −0,0 %                |
| SGP                             | –                  | –                  | −0,0 %                | –                     | 801              | 0,1 %            | −0,1 %                | +0,0 %                |
| Bündnis21                       | 36                 | 0,0 %              | +0,0 %                | −0,0 %                | 786              | 0,1 %            | 0,1 %                 | −0,0 %                |
| LKR                             | 382                | 0,0 %              | +0,0 %                | −0,0 %                | 475              | 0,0 %            | −0,4 %                | −0,0 %                |
| BüSo                            | –                  | –                  | −0,0 %                | –                     | 409              | 0,0 %            | −0,1 %                | −0,0 %                |
| Menschliche Welt                | –                  | –                  | −0,0 %                | –                     | 163              | 0,0 %            | 0,0 %                 | +0,0 %                |
| Neue Demokraten                 | –                  | –                  | –                     | –                     | 69               | 0,0 %            | 0,0 %                 | −0,0 %                |
| REP                             | 15                 | 0,0 %              | +0,0 %                | −0,0 %                | 44               | 0,0 %            | 0,0 %                 | +0,0 %                |
| Deutsche Konservative           | –                  | –                  | –                     | –                     | 16               | 0,0 %            | 0,0 %                 | +0,0 %                |
| DL                              | 22                 | 0,0 %              | −0,0 %                | −0,0 %                | –                | –                | –                     | –                     |
| Die Frauen                      | 111                | 0,0 %              | +0,0 %                | +0,0 %                | –                | –                | –                     | –                     |
| LD                              | 30                 | 0,0 %              | +0,0 %                | +0,0 %                | –                | –                | –                     | –                     |
| 12 candidatos independientes    | 629                | 0,0 %              | +0,0 %                | −0,1 %                | –                | –                | –                     | –                     |
| Fuente: Landeswahlleiter Berlin |                    |                    |                       |                       |                  |                  |                       |                       |

## Formación de gobierno
Después de varias conversaciones entre partidos, el SPD y la CDU votaron a principios de marzo para iniciar negociaciones para una gran coalición.
El 2 de abril de 2023, la CDU y el SPD anunciaron que habían llegado a un acuerdo de coalición en las negociaciones. Cada partido se hizo cargo de cinco ministerios del Senado. El presidente estatal de la CDU, Kai Wegner, se convertiría en alcalde. El SPD llevó a cabo una votación sobre el acuerdo entre sus militantes, cuyo resultado se anunció el 23 de abril. El pacto de coalición fue aprobado por un estrecho margen del 54,3%. El acuerdo fue aprobado por unanimidad por la CDU en una conferencia del partido al día siguiente y firmado oficialmente por ambas partes.
Wegner fue elegido como nuevo alcalde el 27 de abril por la Cámara de Diputados. Se necesitaron tres rondas de votación, ya que algunos diputados del SPD se rebelaron. Los diputados de AfD revelaron que votaron a favor de Wegner en la votación final y se ha especulado que la mayoría de Wegner se basó en ellos.